# Proton
Ve fyzice je proton subatomární částice s kladným elementárním elektrickým nábojem tj. 1,602×10−19 C a klidovou hmotností 938 MeV/c2 (1,67×10−27 kg, odpovídající přibližně hmotnosti 1836 elektronů). V dosud nejpřesnějším měření z r. 2017 byla zjištěna relativní atomová hmotnost protonu 1,007 276 466 583(15)(29), kde první závorka udává statistickou a druhá systematickou chybu určení posledních dvou platných číslic. Poloměr protonu je 0,84 femtometru (1 fm = 10−15 m).
V chemii a biochemii je proton označení pro ion vodíku. Antičásticí protonu je antiproton, který má stejně veliký náboj opačného znaménka.

## Nukleony a elektrony
Proton je společně s neutronem a elektronem základní stavební částicí veškeré známé hmoty, neboť je součástí jader všech atomů běžné látky (tedy s výjimkou pouze některých exotických atomů, zpravidla krátkodobě existujících pouze v extrémních podmínkách čí experimentech, které je napodobují). Protony a neutrony se proto označují společným názvem nukleony.

## Protonové číslo

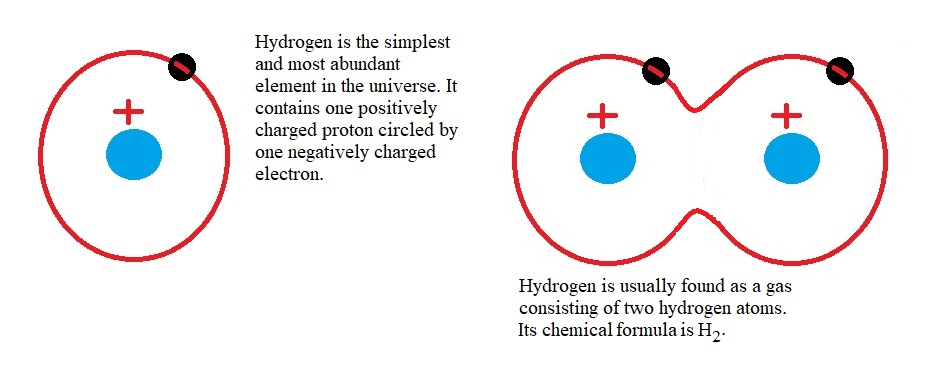
Model atomu a molekuly vodíku

Jádro nejběžnějšího izotopu vodíku je jediný proton. Ostatní atomární jádra se skládají z protonů a neutronů přitahovaných k sobě zbytkovou silnou jadernou interakcí (hlavní, řádově silnější silná interakce působí mezi stavebními kvarky protonu či neutronu). Protonové číslo určuje chemické vlastnosti atomu jako chemického prvku, protože se mu rovná počet elektronů v obalu neutrálního atomu.

## Stabilní částice
Proton je podle současných poznatků částicí stabilní. Podle některých teorií se však může rozpadat s poločasem rozpadu přes 1031 roků. Rozpad protonu nebyl dosud pozorován, stále se prodlužující experimentálně zjištěná minimální hodnota střední doby života protonu (τ > 1031 roků obecně, pro jednotlivé modely a kanály rozpadu až v řádu 1034) již vyloučila mnohé z nejjednodušších variant teorie velkého sjednocení, zejména pokud se jedná o varianty bez předpokladu supersymetrie. Dolní hranice střední doby života, pokud je proton skutečně nestabilní, může být podle teorií až v řádu 1039 roků. Pro detekci rozpadu s podobným poločasem jsou současná experimentální zařízení vzhledem k počtu pozorovaných částic a době jejich sledování nedostatečná.

## Zařazení protonu
Proton řadíme mezi baryony, konkrétně baryony N v základním stavu, tedy do nukleonů (spolu s neutronem). Tomu odpovídá i spin {\displaystyle {\frac {1}{2}}} (proton je tedy fermion) a izospin {\displaystyle {\frac {1}{2}}} (s neutronem tvoří izospinový dublet). Jedná se (jako u každého baryonu N) o částici složenou, a to ze dvou kvarků u a jednoho kvarku d vázaných silnou interakcí, zprostředkovanou gluony. To je také důvodem experimentálně zjištěné fluktuace jeho tvaru (resp. účinného průřezu). Měření ukazují, že kvarky i gluony přispívají k celkovému spinu protonu přibližně po 25% a chybějící příspěvek se nazývá krizí protonového spinu.

## Historie
Proton objevil Ernest Rutherford v r. 1919. Pozoroval, že částice alfa vystřelované do plynného dusíku, se v jeho scintilačním detektoru jeví stejně jako jádra vodíku. Rutherford určil, že zdrojem jader vodíku musí být dusík, a proto musí obsahovat jádra vodíku. Myslel si, že jádra vodíku, o nichž věděl, že mají atomové číslo 1, jsou elementární částice. Proto je pojmenoval proton, dle řeckého protos, první.

## Technologické užití
Protony mají vlastnost spin, která byla objevena při nukleární magnetické resonanční spektroskopii. Při NMR se magnetické pole užívá k detekci stínění okolo protonů v jádře látky, které způsobuje okolní mrak elektronů. Vědci z něj mohou získat informace o uspořádání molekulární struktury látky.